# Javier Artés Arlandis
Francisco Javier Artés Arlandis (Valencia, 1990) conocido como Javier Artés es un director de orquesta y compositor valenciano.

## Carrera musical

### Primeros años (2009-2013)
A la edad de 19 años, Artés comenzó a estudiar técnica de dirección y análisis orquestal con Salvador Sebastiá en los cursos de dirección celebrados en la Sociedad Musical Instructiva "Santa Cecilia" de Cullera, con los que llegó a ser el ganador del XXVIII Curso-Concurso Internacional de Dirección de orquesta “Ciudad de Cullera”, impartido por el director de orquesta argentino Andrés Tolcachir junto con la orquesta sinfónica de dicha sociedad musical. Por este motivo, fue invitado a dirigir la banda sinfónica de la, ya mencionada, Sociedad Musical Instructiva "Santa Cecilia" de Cullera dentro del Ciclo de Conciertos de Invierno que organiza el Excmo. Ayuntamiento de Cullera.

### Formación (2014-2018)
Es licenciado en Dirección de orquesta y coro por el Conservatorio Superior de Música Joaquín Rodrigo de Valencia donde se formó con los profesores José Fabra, con quien estudió Análisis musical; José Aparisi, con quien cursó Armonía y Contrapunto; Pilar Vañó y Nadia Stoyanova, quienes fueron sus maestras de Dirección de orquesta y coro, respectivamente.
En el ámbito de la composición, el catálogo de obras del compositor valenciano abarca diferentes tipos de orquestación e instrumentación. Algunas de estas composiciones han sido obras de encargo para banda sinfónica que han sido interpretadas por la Banda Sinfónica Municipal de Albacete, Banda Municipal de Soria, Banda Sinfónica Metropolitana de Quito y la Unió Musical "Centre Històric" de Valencia.

## Artés como director
Artés empezó a ser director titular de una agrupación musical a la edad de 20 años, momento en que se hizo cargo de la Banda Sinfónica Municipal de Ontur y de la Escuela Municipal de Música. Durante los seis años en los que estuvo al frente de esta agrupación (2010-2016), amplió la plantilla con nuevos instrumentos, de manera que pudo renovar el repertorio musical con obras de André Waignein, Alfred Reed, José Alberto Pina y Ferrer Ferrán, entre otros. Después de la titularidad en la agrupación ontureña, tras un proceso de selección en la dirección de la Agrupación Musical Iniestense de Iniesta y después de haber realizado las pruebas prácticas, fue elegido por sus componentes como nuevo director en noviembre de 2018 y debutó en el concierto de Navidad de 2018. Durante su etapa, consiguió que la banda conquense participara por primera vez en el 108 Festival Nacional de Bandas de Música de Albacete celebrado en el año 2019, donde se realizó una grabación en directo del concierto por Radio banda.
Después de haber anunciado su retirada en marzo de 2020 de la Agrupación Musical Iniestense, tras un proceso selectivo entre 89 aspirantes, fue elegido director titular de la Banda de Música "Santa Cecilia" de Teruel.
En la actualidad, es profesor titular de Dirección, Orquesta, Coro y Banda del Conservatorio Profesional de Música de Villena (Alicante).

## Compositor
La principal contribución de Artés a la música sinfónica se encuentra en sus obras para banda sinfónica, aunque también ha compuesto para orquesta sinfónica y para percusión.

### Primera etapa (2013-2017)
Una de sus primeras composiciones para banda sinfónica, data del año 2013 bajo el título Virgen de los Dolores de Ontur. Se trata de una marcha de procesional que fue estrenada en el XII Concierto de Marchas Procesionales en Soria.
Ontur (2014) es la primera composición dentro del género musical español del pasodoble, con carácter festivo y dedicado a todo el pueblo de Ontur.
El galeón español (2014), compuesta casi al mismo tiempo que Ontur, se trata de la primera obertura descriptiva para banda sinfónica del compositor valenciano con estructura clásica y armonía tradicional. Esta obra forma parte de la duología musical junto con el primer poema sinfónico titulado El barco fantasma (2015). Esta composición, dividida en dos movimientos describe el descubrimiento nocturno, tras una blanca cortina de niebla, de un barco fantasma flotando en aguas tranquilas. Esta oscuridad crea un entorno de intriga que se resuelve cuando el barco empieza a ponerse en marcha. Con ello, se demuestra que nadie puede habitar ni controlar el buque nada más que los propios fantasmas que habitan en él. Ambas composiciones están caracterizadas por la descripción de dos navíos cuya historia transcurre en el mar y puede interpretarse por separado o en conjunto (obertura y poema sinfónico).

### Segunda etapa (2017-actualidad)
Después de dos años alejado del mundo de la composición, Artés realizó María Teresa Medina (2017), un pasodoble de encargo por la Unió Musical "Centre Históric" de Valencia. Con este pasodoble, muestra una evolución respecto al primero en cuanto a su escritura, fraseo e instrumentación. Es por ello que el compositor, se encuentra en una nueva etapa compositiva.
La búsqueda (2018) es la primera obra para orquesta sinfónica y compuesta exclusivamente para participar en el II Premio Internacional de Bandas Sonoras "Juan Gil". Se trata de una composición descriptiva y sincronizada con el corto cinematográfico del concurso, el cual le otorgó el diploma de finalista. Fue estrenada en España por la orquesta sinfónica de la Sociedad Musical Instructiva "Santa Cecilia" de Cullera.
Himno a la Cuchillería de Albacete (2019) es la composición galardonada con el primer premio en el concurso de composición celebrado en el Auditorio Municipal de Albacete.
Recién terminada la composición del Himno a la Cuchillería de Albacete, recibió el encargo de la Unió Musical "Centre Històric" de Valencia para realizar la composición de libre elección que les sirvió para conseguir el tercer premio de la Sección Tercera en la 133 edición del Certamen Internacional de Bandas de Música ciudad de Valencia. Este encargo fue un poema sinfónico descriptivo para banda sinfónica, cuyo hilo conductor es el macizo valenciano situado en la Safor de Valencia, el Mondúver. Con El gran Mondúver (2019-2021), se inspiró en la estructura de las secciones de la Sinfonía alpina del compositor Richard Strauss. Consiguió, así, una obra con carácter, expresión y de dificultad media-alta que fue editada y publicada en 2021 por al editorial Tot per L'aire Music y estrenada por la Banda Sinfónica Municipal de Albacete en la temporada de conciertos otoño-invierno 2021. Esta composición recibió el reconocimiento por parte de la Fundación SGAE, en los Incentivos a la creación musical 2021 dentro de la categoría de Banda sinfónica.
A Rhythmic Movement for marimba solo (2021) es la primera obra editada del compositor valenciano para percusión. Se trata una pieza atonal para marimbistas de nivel medio-avanzado que se caracteriza por el constante cambio de la métrica. Para realizar esta composición, se han empleado, como base, los semitonos que hay entre las notas E-F y B-C, de manera que se consigue crear distintas combinaciones como acordes desplegados y placados, entre otras. Esta composición está dividida en tres grandes secciones (Allegro vivo, Cadenza senza mesura, Allegro) y una coda final donde aparecen los elementos principales de la pieza.

### Catálogo de obras
| COD-N.º | TÍTULO                             | GÉNERO                   | PLANTILLA          | DURACIÓN   | DIFICULTAD (1-5) |
| ------- | ---------------------------------- | ------------------------ | ------------------ | ---------- | ---------------- |
| ART-1   | Virgen de los Dolores de Ontur     | marcha procesional       | banda sinfónica    | 6 minutos  | 2                |
| ART-2   | Ontur                              | pasodoble                | banda sinfónica    | 5 minutos  | 2                |
| ART-3   | El galeón español                  | obertura                 | banda sinfónica    | 8 minutos  | 2+               |
| ART-4   | El barco fantasma                  | poema sinfónico          | banda sinfónica    | 17 minutos | 3                |
| ART-3+4 | Duología Marítima                  | colección                | banda sinfónica    | 25 minutos | 3                |
| ART-5   | María Teresa Medina                | pasodoble                | banda sinfónica    | 5 minutos  | 2                |
| ART-6   | La búsqueda                        | banda sonora             | orquesta sinfónica | 16 minutos | 2+               |
| ART-7   | Himno a la Cuchillería de Albacete | himno                    | banda sinfónica    | 6 minutos  | 2                |
| ART-8   | Nomeen Tuum                        | marcha procesional       | banda sinfónica    | 5 minutos  | 2                |
| ART-9   | La búsqueda                        | suite de la banda sonora | banda sinfónica    | 15 minutos | 2+               |
| ART-10  | El gran Mondúver                   | poema sinfónico          | banda sinfónica    | 14 minutos | 3+               |
| ART-11  | A Rhythmic Movement                | marimba solo             | percusión          | 6 minutos  | 4+               |

## Premios
| AÑO  | CATEGORÍA   | CONCURSO                                                                         | RESULTADO     |
| ---- | ----------- | -------------------------------------------------------------------------------- | ------------- |
| 2021 | Composición | Incentivos a la Creación Musical 2021- Fundación SGAE (El gran Mondúver)         | Premiado      |
| 2019 | Composición | Himno a la Cuchillería de Albacete                                               | Primer Premio |
| 2018 | Composición | II Premio Internacional de bandas sonoras "Juan Gil"                             | Finalista     |
| 2012 | Dirección   | XXVIII Curso-Concurso Internacional de Dirección de orquesta "Ciudad de Cullera" | Ganador       |